# Gravure

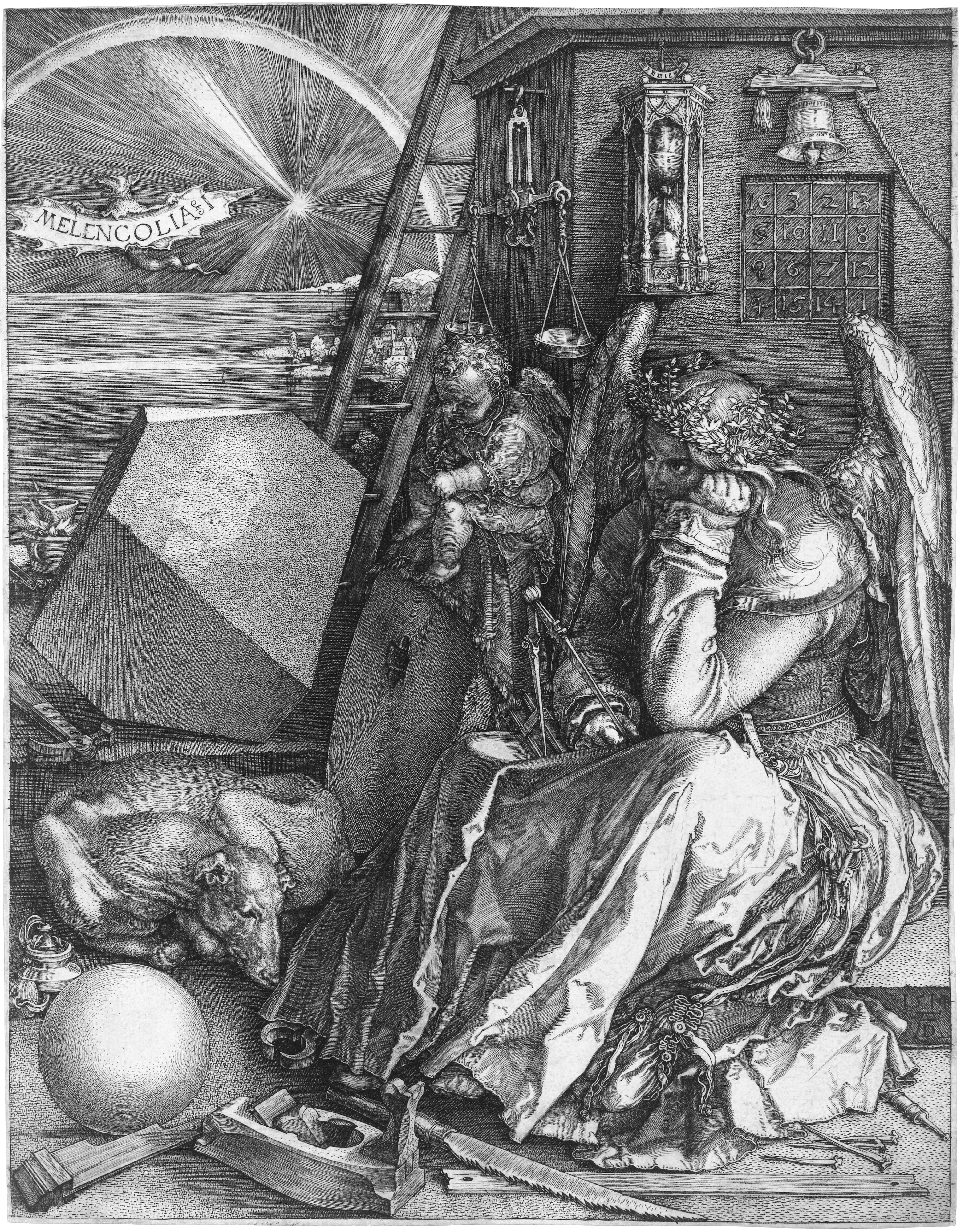
Albrecht Dürer, Melencolia (gravure)

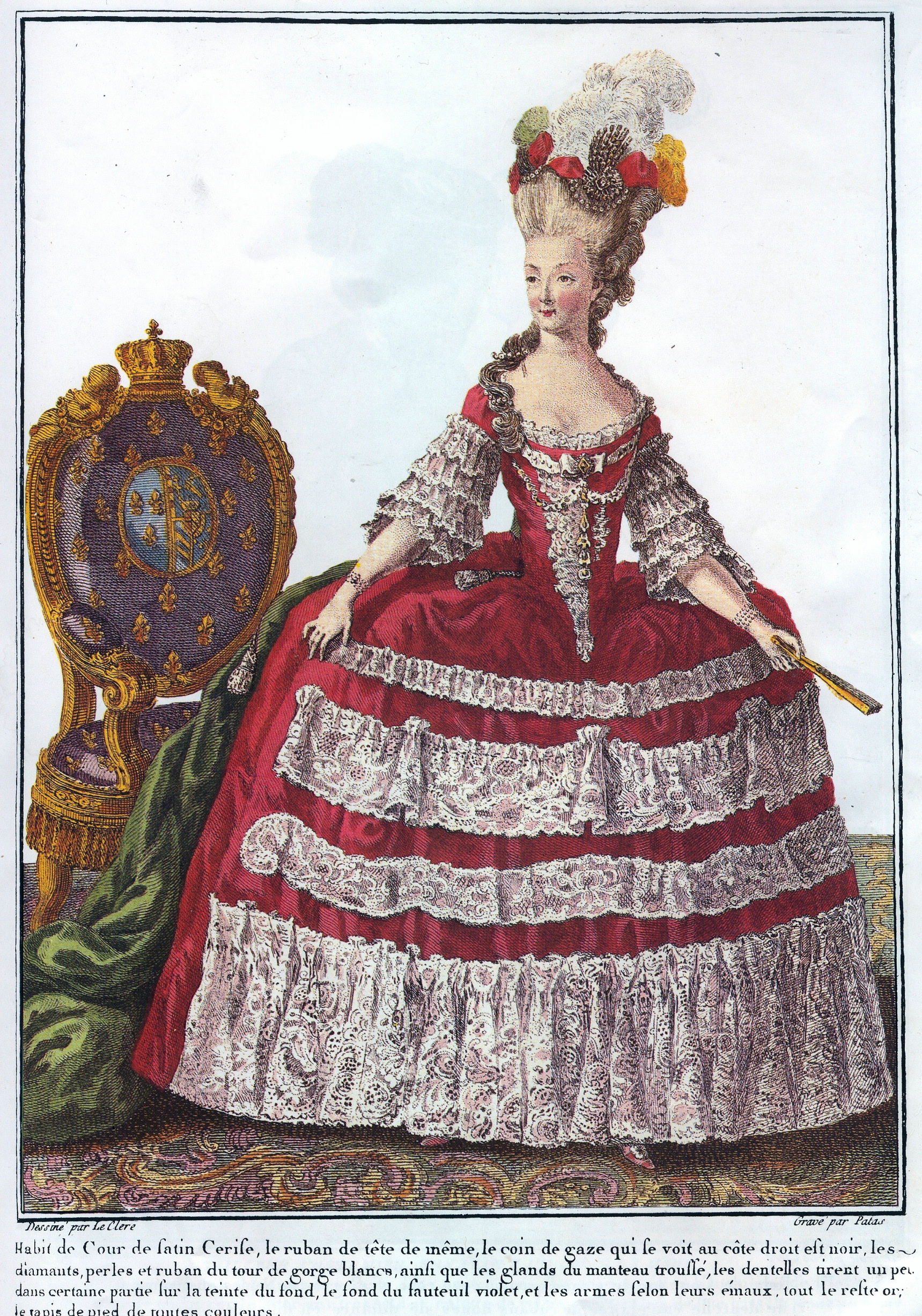
Ingekleurde gravure van Marie-Antoinette

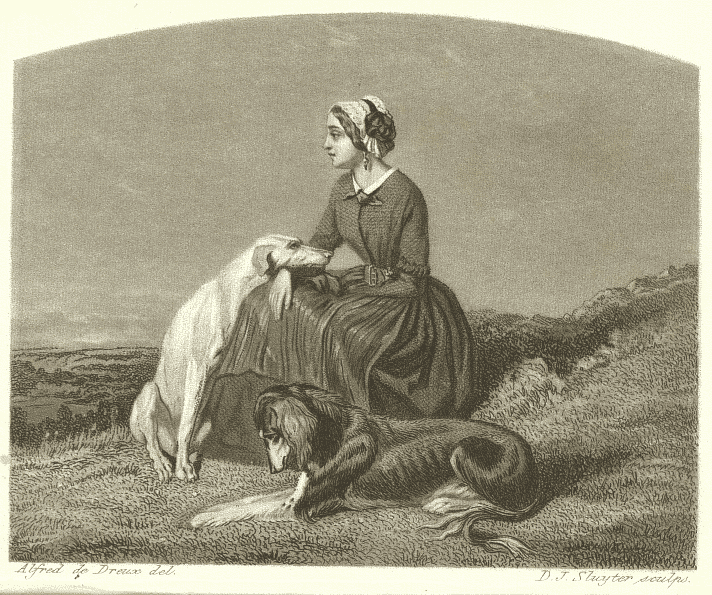
Staalgravure uit 1853

Een gravure is een afdruk in diepdruk-techniek van een afbeelding of een tekst die in een metalen plaat is gegraveerd (gesneden).
Anders dan bij een ets, waarbij de tekening door zuurinwerking wordt verkregen, wordt bij een gravure de tekening direct in de plaat gekrast.
Graveren gaat terug tot in de prehistorie maar als druktechniek vindt het zijn oorsprong in de ateliers van zilver- en goudsmeden in Zuidwest-Duitsland in de 15e eeuw. De gravure is de voorganger van de ets. Ze wordt gemaakt op een metalen plaat, bij voorkeur van koper, maar ook ijzer en messing zijn gebruikt. In de 19e eeuw werd ook staal gebruikt dat eerst ontlaten werd en na het graveren gehard, dit om een hogere oplage mogelijk te maken. Een graveur gebruikt een burijn, een stuk gereedschap dat bestaat uit een houten handvat dat in de holte van de hand past, voorzien van een stalen beitel. Deze beitel is vierkant of ruitvormig in doorsnede en is aan het einde afgeschuind, het z.g. facet. Met de burijn wordt vooruit gestoken. Door de plaat te draaien, worden ronde lijnen gestoken en kan de graveur van zich af blijven steken. De plaat ligt daarbij op een met zand gevuld leren kussen. Vanwege de hardheid van het materiaal (koper of staal) wordt de gravure gekenmerkt door haar enigszins hoekige karakter.
De gravure veroverde al snel haar plaats binnen de beeldende kunst. Het voordeel van deze reproductietechniek was dat zij in een hoge oplage kon worden gedrukt. Door de oplage was een prent (verzamelnaam voor alle handgedrukte vormen van beeldende kunst) aanzienlijk goedkoper dan een schilderij. De ontwikkeling van de prentkunst is niet alleen beeldend, maar ook sociaal interessant. Zij opende voor veel mensen die niet het vermogen hadden een schilderij te kopen, de mogelijkheid het huis te versieren.
Ook bij het maken van voorstellingen op glas spreekt men van graveren. Glasgraveren wordt door bedrijven tegenwoordig veelal met een laser gedaan, maar ook door middel van diamantfrezen.
Hobbyisten graveren vaak met een dremel. Beroepsgraveurs doen het met de hand en een graveerstichel of met een frees. In de 15e eeuw werden de kopergravures nog alleen door edelsmeden gemaakt, aangezien zij de techniek van het graveren in goud en zilver machtig waren bij het decoreren van allerhande voorwerpen. Vanaf de 17e eeuw werden met de burijn bijgewerkte etsen gebruikt om boeken te illustreren en landkaarten te drukken. In de 19e eeuw werden voor dit doel veel staalgravures gemaakt. Gezien de hoge oplagen hebben staalgravures dan ook weinig waarde. Bovendien kwam in dezelfde tijd ook de houtgravure op. De houtgravure geschiedt in kops-palmhout en als hoogdrukprocedé kon dit in een moeite meegedrukt worden met het gewone boekdrukzetsel. Ook de houtgravure wordt met een burijn gestoken.
De twee eerste gedateerde gravures (1398) zijn te vinden in een museum te Colmar in Frankrijk.
Het graveren met een frees is een verspanende techniek, in tegenstelling tot etsen en krassen.
Een 'stippelgravure' toont subtiele grijstinten en is opgebouwd uit vele kleine stipjes die als putjes met een hamertje of roller in de koperen plaat getikt zijn. Deze techniek werd verfijnd in de 19e eeuw.
De afkorting 'del.', na de naam van de tekenaar, die men wel op gravures aantreft, komt van het Latijnse deliniavit = (hij) heeft het getekend. Na vermelding van de naam van de graveur treft men 'sculpsit', dat is: heeft gesneden. Deze vermelding werd als laatste toegevoegd in de z.g. 'lettre', en een proefdruk zonder die laatste vermelding noemt men 'avant la lettre'.

## Galerij

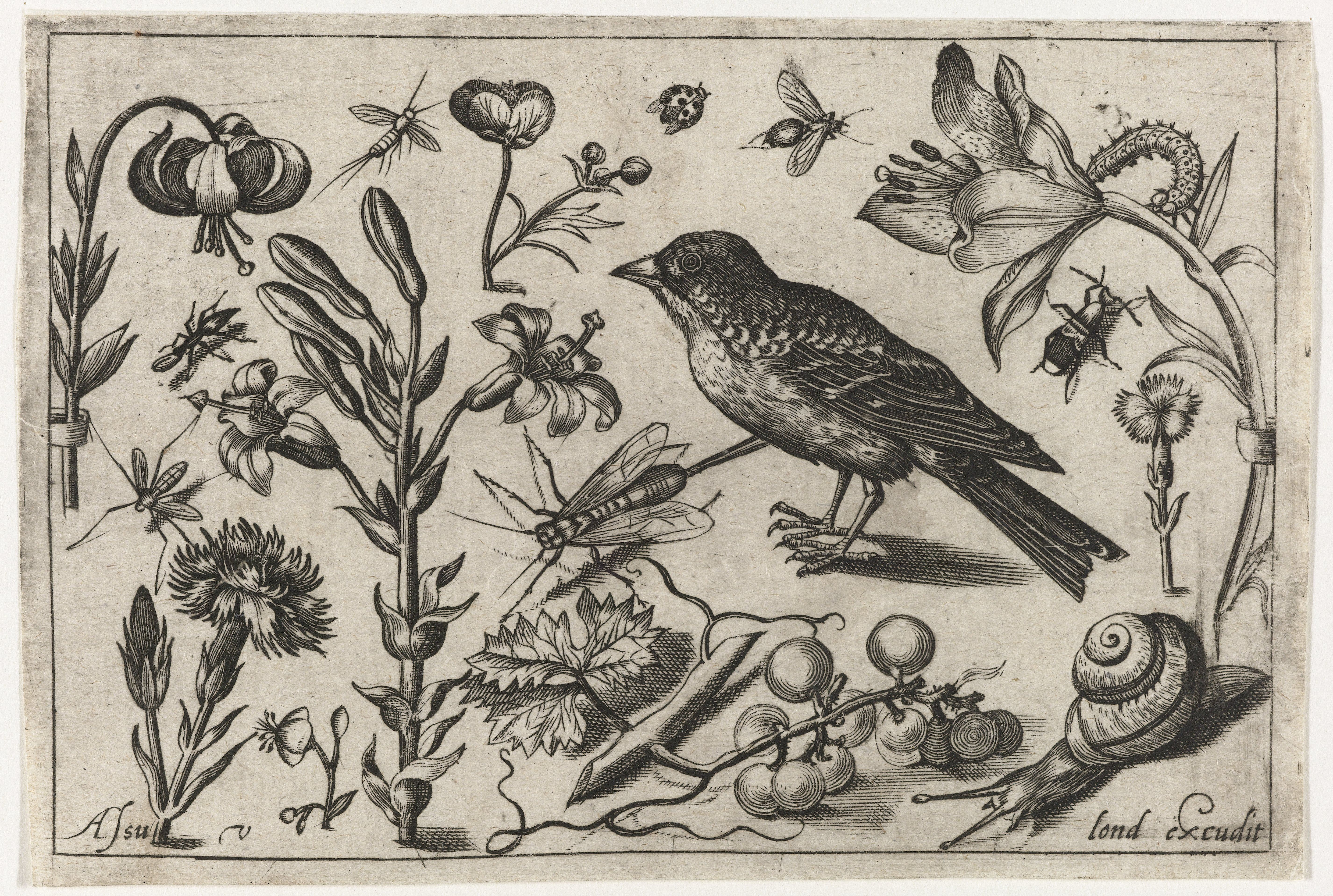
Bloemen, een slak en een vogel, Nicolaes de Bruyn, 1594
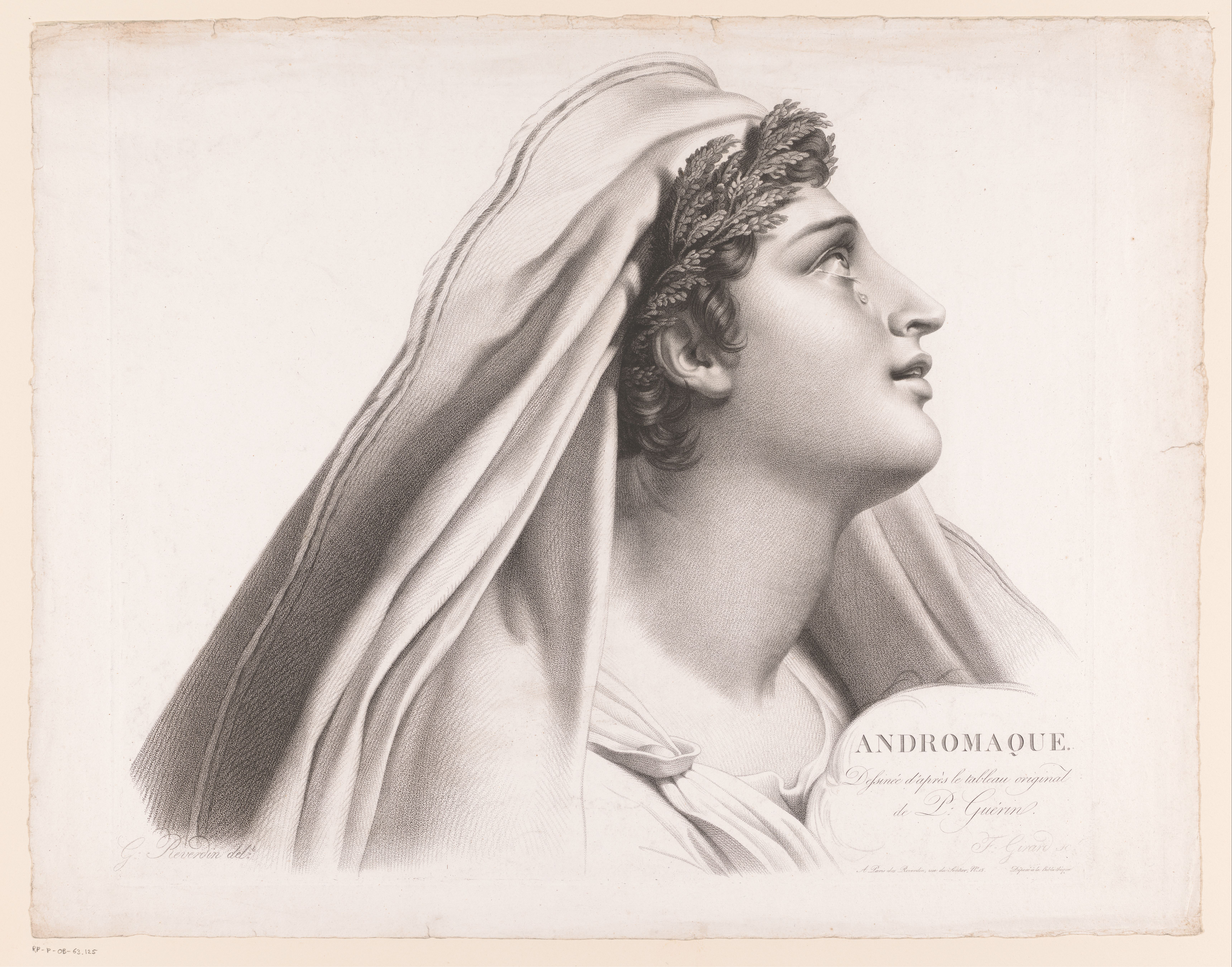
Andromache, naar Paulin Guérin, ca. 1820. Stippelgravure